# Hans Kirsten
Karl Ernst Johannes (Hans) Kirsten (* 9. März 1902 in Annaberg; † 1. April 1994 in Hesel) war ein lutherischer Theologe und Hochschullehrer.

## Leben
Kirsten wuchs in einem konfessionell-lutherischen Elternhaus auf und trat mit seinen Eltern 1919 von der sächsischen Landeskirche in die Evangelisch-Lutherische Freikirche (ELFK) über. Er ging allerdings innerhalb eines Jahres wieder in die Landeskirche zurück. 1921 begann er ein Studium der evangelischen Theologie an der Universität Leipzig. Hier wurde er Mitglied im Leipziger Wingolf. Nach einigen Semestern trat er aufgrund ihrer eindeutigen Lehre von der Heiligen Schrift wieder in die ELFK ein und setzte sein Studium am Theologischen Seminar der ELFK fort. 1922 ging er an die Theologische Hochschule der ELFK in Kleinmachnow. 1924 legte er in Leipzig das Erste Examen und nach seinem Vikariat 1925 das Zweite Examen ab. 1925 wurde er Pfarrer in Groß Oesingen. Drei Jahre später berief ihn die Bethlehems-Gemeinde als ihren Pfarrer nach Hannover. 1940 wurde Kirsten zum Kriegsdienst eingezogen. Nach dem Krieg wurde er mit Leitung und Lehre am Theologischen Proseminar in Groß Oesingen beauftragt. Bei Gründung der Lutherischen Theologischen Hochschule in Oberursel ging er als Gründungsrektor und Dozent dorthin. Hier setzte er sich für die staatliche Anerkennung der Hochschule ein. Die Universität Heidelberg verlieh ihm 1952 aufgrund einer Untersuchung zu Gestalt und Geschichte der altkirchlichen Taufliturgien die theologische Doktorwürde. 1959 wurde er in Oberursel Professor für Praktische Theologie. Als Hochschullehrer war er außerdem Mitherausgeber des Lutherischen Rundblicks (heute: Lutherische Theologie und Kirche) und aktiv in der Lutherischen Liturgischen Konferenz der VELKD.
1968 wählte die Evangelisch-Lutherische Freikirche Kirsten zu ihrem Präses, was 1969 zu seiner Entpflichtung als Professor führte. Als Präses der ELFK war er maßgeblich beteiligt an den Einigungsbemühungen der lutherischen Bekenntniskirchen, die 1972 zur Gründung der Selbständigen Evangelisch-Lutherischen Kirche (SELK) führten. Bis 1976 versah er das Amt des Propstes im Sprengel Süd der SELK.
Schon im Ruhestand war er 1979 Gastdozent am  Westfield House, dem theologischen Seminar der Evangelical Lutheran Church of England in Cambridge.
1980 erhielt er die Ehrendoktorwürde des Concordia Theological Seminary in Fort Wayne.
Kirsten war verheiratet mit Gertrud, geb. Martin. Der einzige Sohn aus dieser Verbindung fiel im Zweiten Weltkrieg. Die Tochter Gertraude († 2015) heiratete den Oberurseler Professor für Kirchengeschichte Manfred Roensch (1930–2001).

## Schriften
- Der Spiritismus im Lichte der Schrift. Zwickau [1926].
- Asmussen und die Orthodoxie (= Das Wort sie sollen lassen stahn! Zeitfragen im Lichte der Bibel, Heft 2). Zwickau [1935].
- Lutherische Kirche Deutschlands - wohin? Die Frage der lutherischen Freikirche an die lutherischen Landeskirchen Deutschlands (= Das Wort sie sollen lassen stahn! Zeitfragen im Lichte der Bibel, Heft 3). Zwickau [1937].
- Warum heute lutherische Freikirche? Frankfurt/Main 1949.
- Theologische Feststellungen zu den Arnoldshainer Abendmahlsthesen. Wiesbaden 1958.
- Chronik der evangelisch-lutherischen Freikirche 1945-1960. [Uelzen 1960].
- Die Taufabsage. Eine Untersuchung zu Gestalt und Geschichte der Taufe nach den altkirchlichen Taufliturgien. Berlin 1960.
- Einigkeit im Glauben und in der Lehre. Der Weg der lutherischen Freikirchen in Deutschland nach dem Kriege, 1. Band: Die Lehreinigung 1945–1949. Groß Oesingen 1980.
- Die Kirche in der Welt. Aufsätze zur praktischen Theologie aus drei Jahrzehnten. Groß Oesingen 1983.
- mit Ida Näther: Unsere lutherische Mission in Indien. Groß Oesingen 1984.